# David Wieching

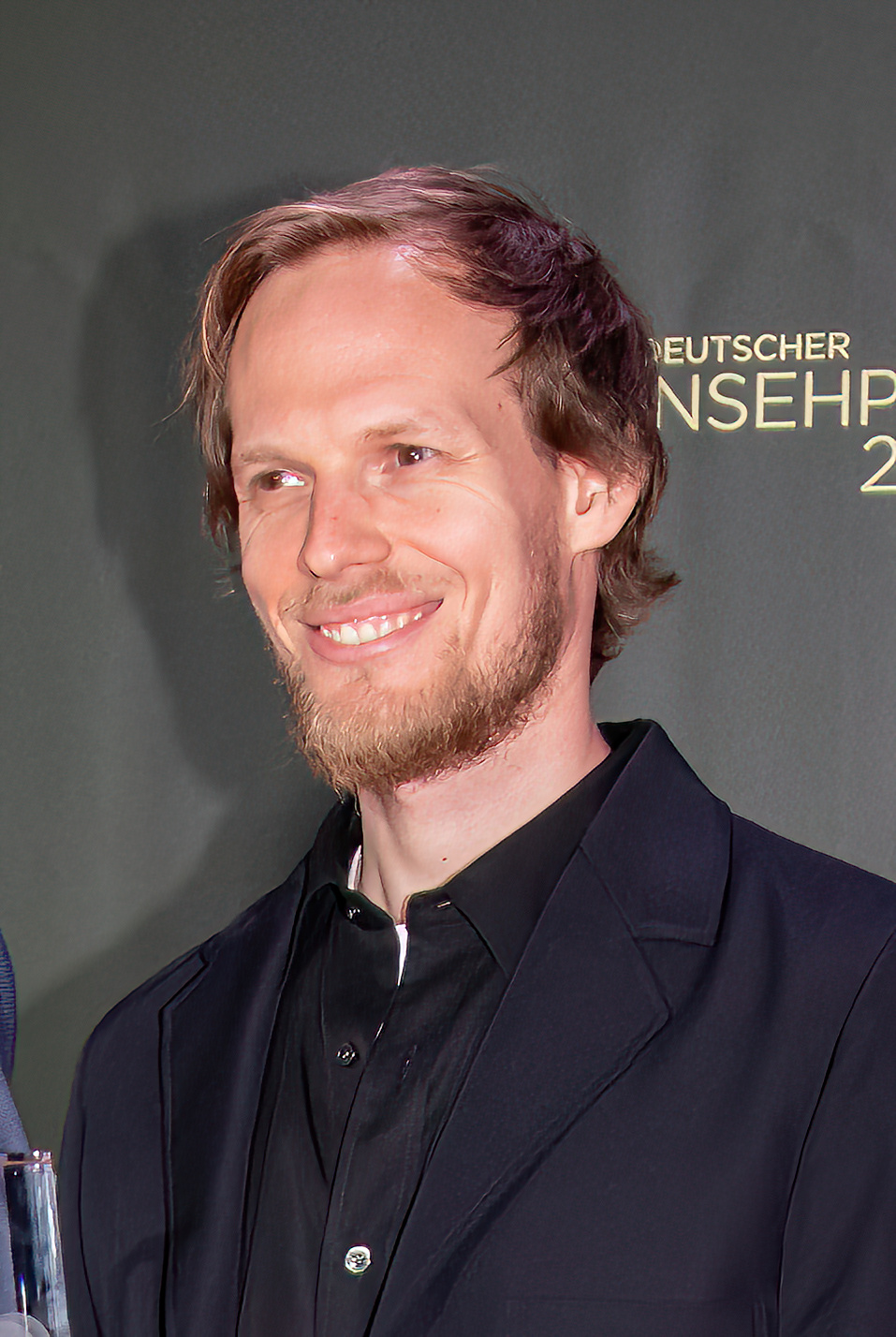
David Wieching, Deutscher Fernsehpreis 2021

David Wieching (* 1987 in Bergisch Gladbach) ist ein deutscher Filmeditor.

## Leben
Nach dem Abschluss seines Abiturs nahm er seine freiberufliche Tätigkeit als Editor auf. Ab 2014 arbeitet er bei der Kölner Produktionsfirma bildundtonfabrik, wo er verschiedene Shows und Show-Einspieler editierte. Dazu gehören Neo Magazin Royale sowie Schulz & Böhmermann. 2017 wurde er mit dem Deutschen Kamerapreis für den besten Schnitt für Neo Magazin Royale – Talk mit Anne Will ausgezeichnet. Im Jahr 2021 wurde er mit dem Deutschen Fernsehpreis für den besten Schnitt Fiktion für die Netflix-Serie How to Sell Drugs Online (Fast) ausgezeichnet.
Mit  Schock legte er 2023 seine erste Arbeit fürs Kino vor.

## Filmografie (Auswahl)
- 2014–2015: Neo Magazin
- 2014–2016: Die unwahrscheinlichen Ereignisse im Leben von …
- 2015–2018: Neo Magazin Royale
- 2016–2017: Schulz & Böhmermann
- 2019: Dunkelstadt
- 2019: How to Sell Drugs Online (Fast)
- 2020: Unter Freunden stirbt man nicht
- 2020: Schwester, Schwester – Hier liegen Sie richtig
- 2021: Ruby
- 2021: Second Move Kills – 5 Jahre mit Jens Spahn
- 2023: Schock
- 2024: Alle Jahre wieder (Fernsehfilm)

## Preise
- 2017: Deutscher Kamerapreis für Neo Magazin Royale – Talk mit Anne Will, Schnitt kurz
- 2021: Deutscher Fernsehpreis für How to Sell Drugs Online (Fast), Bester Schnitt Fiction